# 亚泽王朝
亞澤王朝，又稱卡薩王國、木郎部落，是10世紀建立於亞澤地區（今尼泊爾境內）的卡斯人王朝。王族姓馬拉（Malla，旧译摩羅、末罗，和印度列国时期末羅國同名），他們在11—14世紀統治尼泊爾的西部。
亞澤部落在摩訶婆羅多時代已出現，在8-13世紀的印度碑文中也有提到他們。在13世紀時亞澤王國衰敗，分裂為46個小王國，這些小王國很多被後來從印度來的拉傑普特人佔領，自立為王，最後在18世紀由其中一個王國廓爾喀統一全尼泊爾。

## 历史
约在12世纪初，布让（普蘭？）王纳噶德瓦之子赞求德离开布让国，前往亚泽地方建立政权，史称亚泽王朝，又称木郎部落。亚泽位于今天尼泊尔境内，北与中国西藏自治区普兰县接壤，历史上曾是普兰的一部分。
亚泽十四代王之后，因为王子争权夺利，亚泽分裂为宗里、纳那、卡勒、甫叶、多让五个小邦国。1801年尼泊尔廓爾喀（沙阿王朝）吉尔万·尤达·比克拉姆·沙阿（顾卡让杂让那巴都）攻打亚泽，亚泽寡不敌众，清驻藏大臣和琳拒绝出兵相助，于是亚泽灭亡了，廓尔喀王贬亚泽国王为庶民，国政由王叔谢尔·巴哈都尔·沙阿（苏班色）执掌国政。亚泽被尼泊尔吞并至今。

## 世系
亚泽王朝建立于12世纪初年，1801年灭亡，共传14代国王。
- 第一代：赞求德
- 第二代：扎西德
- 第三代：扎赞德
- 第四代：扎巴德
- 第五代：阿索德
- 第六代：阿兰托麦
- 第七代：热录麦
- 第八代：阿哲麦（又作阿吉麦）
- 第九代：噶列麦
- 第十代：巴德麦
- 第十一代：布尼麦（又名安达索朗德）
- 第十二代：智底麦
- 第十三代：毕扎马夏
- 第十四代：朗然色哈

## 与西藏的关系
亚泽王与藏地止贡噶举派关系密切，亚泽王扎巴德将辖区内的列美迪寺、列美衮宗寺、蒙日垂、杜沃协多吉等寺庙和领地献给止贡寺，作为其属寺和供养地。亚泽王还承担了止贡噶举派僧人在冈仁波齐山修行期间的一切生活供养。止贡寺也接受亚泽僧人到该寺学经。止贡噶举派高僧简安西绕炯乃在冈仁波齐山修行期间，常到亚泽讲经说法，并建立寺院。
亚泽与格鲁派也建交了。亚泽后期的几个王经常向达赖班禅敬献金银和其他礼物。亚泽最后一代王朗然色哈曾到拉萨拜见五世达赖喇嘛，并献礼。